# Агглютинативные языки
Агглютинати́вные языки́ (от лат. agglutinatio — приклеивание) — языки, имеющие строй, при котором преобладающим типом словоизменения является агглютинация — «приклеивание» различных формантов (суффиксов или префиксов), каждый из которых несёт только одно значение.
Агглютинативный строй противоположен флективному, в котором каждый формант несёт сразу несколько неразделимых значений (например, падеж, род, число и т. п.). В агглютинативных языках форманты не образуют неделимых структур и не изменяются под влиянием других формантов.
Синтетические языки, в которых словоизменение происходит не агглютинативным способом, называются флективными. Их особенностью является свойство формантов «склеиваться» в неделимое целое с определённым набором разных значений, часто существенно видоизменяясь.
Иногда понятие агглютинации распространяется на все синтетические языки, что неправильно. При таком употреблении этот термин будет включать также флективные языки и в целом все языки, в которых имеется словоизменение. Вообще, зачастую бывает сложно определить господствующий принцип словоизменения в языке. Синтетические языки, например, могут включать некоторые агглютинативные элементы, оставаясь в целом флективными.
Обычно агглютинативные языки содержат много суффиксов или морфем в одном слове, при этом исключений, как правило, почти нет. Например, в японском языке имеется всего два неправильных глагола (которые «несильно» неправильные), в турецком языке — один, а в языках эсперанто и кечуа неправильных глаголов нет вовсе.
Агглютинативными являются тюркские, некоторые финно-угорские, монгольские, тунгусо-маньчжурские, корейский, японский, иранские (осетинский), грузинский, баскский, абхазо-адыгские, нахско-дагестанские, бурушаски, дравидийские, большинство австронезийских языков, часть индейских и некоторые африканские языки. К ним относились также языки древних народов — такие, как например шумерский язык (язык древних шумеров), эламский язык и урартский язык и прочие языки. Более полный список представлен ниже. Многие искусственные языки, в том числе большинство плановых (эсперанто, идо), являются агглютинативными.
Многие языки развились в условиях конвергентной эволюции. Полагается, что существует общая тенденция к переходу агглютинативных языков во флективные, которые затем переходят в аналитические языки, развивающиеся далее в изолирующие, возвращающиеся со временем в агглютинативные. Это, однако, только предположения, описанные в теории грамматикализации и общими лингвистическими процессами (особенно апокопа в конце слова и элизия).
Подробнее см. Сдвиг (лингвистика).

## Примеры словоизменений
Ниже представлен наглядный пример словоизменений в некоторых агглютинативных языках.
- киргизский: «моим друзьям» — досторума (дос — «друг», -тор — формант множественного числа, -ум — притяжательный формант 1-го лица «мой», -а — формант дательного падежа);
- казахский: «моим друзьям» — достарыма (дос — «друг», -тар — формант множественного числа, -ым — притяжательный формант 1-го лица «мой», -а — формант дательного падежа);
- каракалпакский: «моим друзьям» — досларыма (дос — «друг», -лар — формант множественного числа, -ым — притяжательный формант 1-го лица «мой», -а — формант дательного падежа);
- татарский: «в моих письмах» — хатларымда (хат — «письмо», -лар — формант множественного числа, -ым — притяжательный формант 1-го лица, -да — формант местно-временного падежа);
- азербайджанский: «моим друзьям» — dostlarıma (dost — «друг», -lar — формант множественного числа, -ım — притяжательный формант 1-го лица, -a — формант дательного падежа);
- башкирский: «с/из твоих рук» — ҡулдарыңдан (ҡул — «рука», -дар — формант множественного числа, -ың — притяжательный формант 2-го лица, -дан — формант исходного падежа);
- чувашский: ытарсапĕтермеллемарскерĕмĕрсем (ытар — «превозмогать желания, влечения», -са — аффикс добавочного действия[5], -пĕтер — глагол «закончить», -мелле — аффикс, обозначающий обязанность, -мар — аффикс отрицания, -скер — аффикс субстантивации[6], -ĕмĕр — аффикс уважительного обращения, -сем — аффикс множественного числа). В итоге, исходное слово ытар проходит через следующие трансформации смысла:

1. ытар — «превозмогать желания, влечения»;
2. ытар-са-пĕтер — «превозмоги желание, влечение» (пĕтер — «закончить»);
3. ытар-са-пĕтер-мелле — «необходимо превозмочь желание»;
4. ытар-са-пĕтер-мелле-мар — «не нужно превозмогать желание»;
5. ытар-са-пĕтер-мелле-мар-скер — тот, от кого невозможно отвлечься/оторвать внимание (например, отвести взгляд);
6. ытар-са-пĕтер-мелле-мар-скер-ĕмĕр — уважительное обращение к тому, от кого невозможно отвлечься/оторвать внимание;
7. ытар-са-пĕтер-мелле-мар-скер-ĕмĕр-сем — уважительное обращение к тем, от кого невозможно отвлечься/оторвать внимание;

- чеченский:

1. «Для отца» — Денна (Да — «отец», -нна — формант падежа);
2. «К отцу» — Дега (Да — «отец», -га — формант падежа);
3. «От отца» — Дегара (Да — «отец», -гара — формант падежа);
4. «С отцом» — Деца (Да — «отец», -ца — формант падежа);
5. «Вместе с отцом» — Децани (Да — «отец», -цани — формант падежа);
6. «У отца» — Дегахь (Да — «отец», -гахь — формант падежа);
7. «В сторону отца» — Дегахьа (Да — «отец», -гахьа — формант падежа);
8. «Со стороны отца» — Дегахьара (Да — «отец», -гахьара — формант падежа);
9. «Через отца» — Дегагıола (Да — «отец», -гагıола — формант падежа);
10. «Про отца» — Деха (Да — «отец», -ха — формант падежа);

- марийский: «за то, что я тебя побеспокоил» — тургыжландарымемлан. Словообразование при помощи суффиксов к корню тургыж (беспокойство) + лан + дар + (ы)мем + лан.